# Fjädermossor
Fjädermossor (Neckera) är ett släkte av bladmossor som beskrevs av Johann Hedwig. Fjädermossor ingår i familjen Neckeraceae.

## Bildgalleri

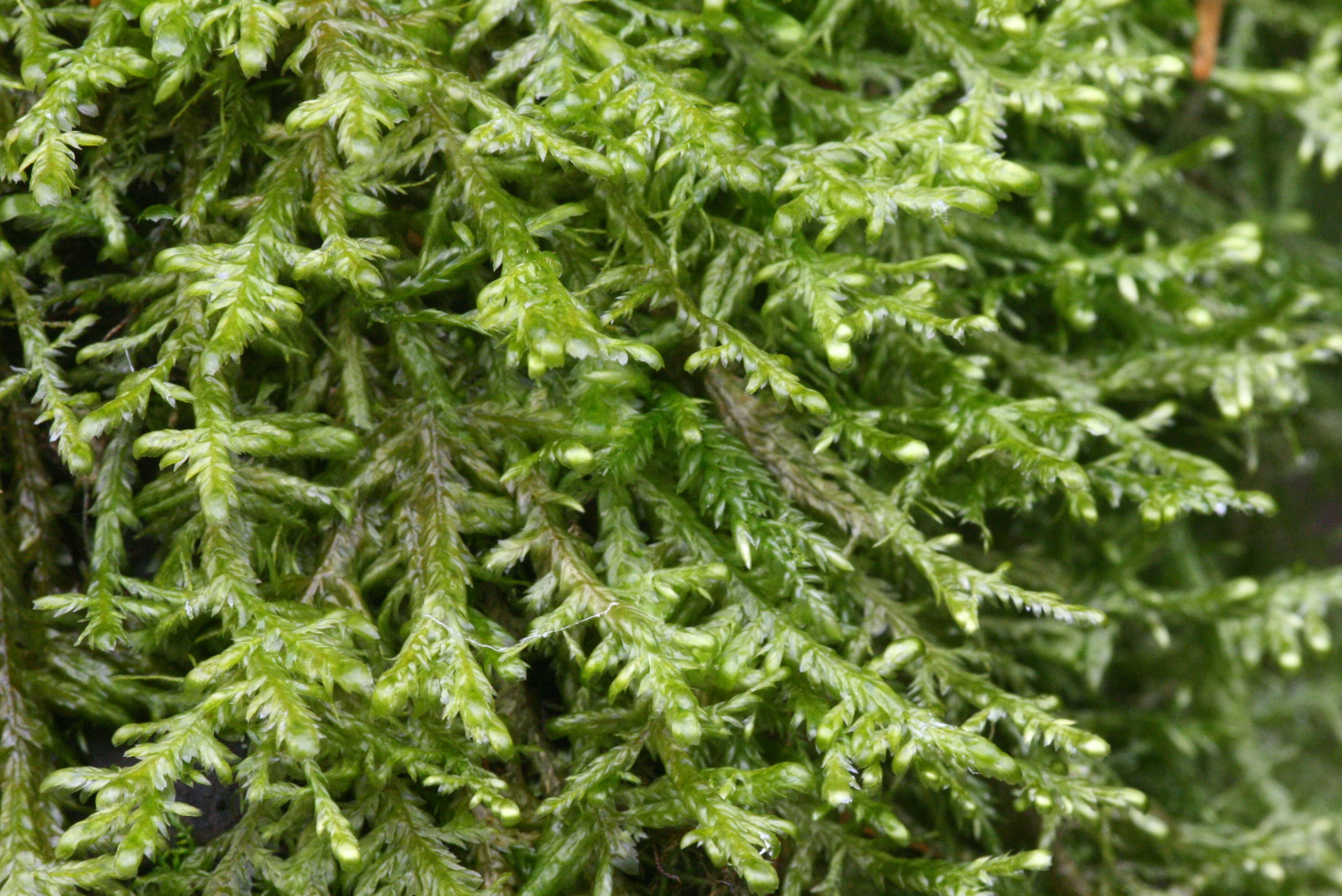
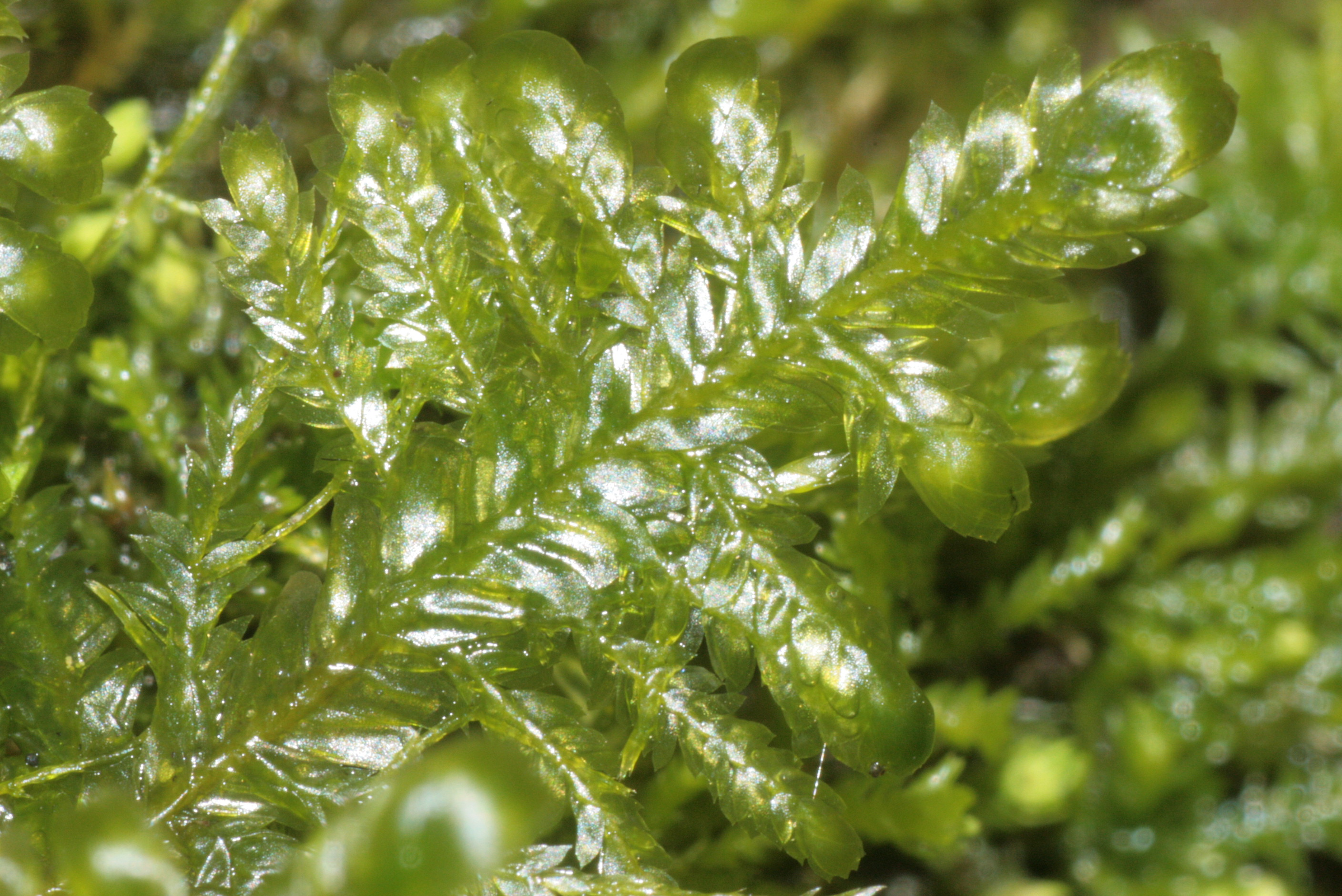
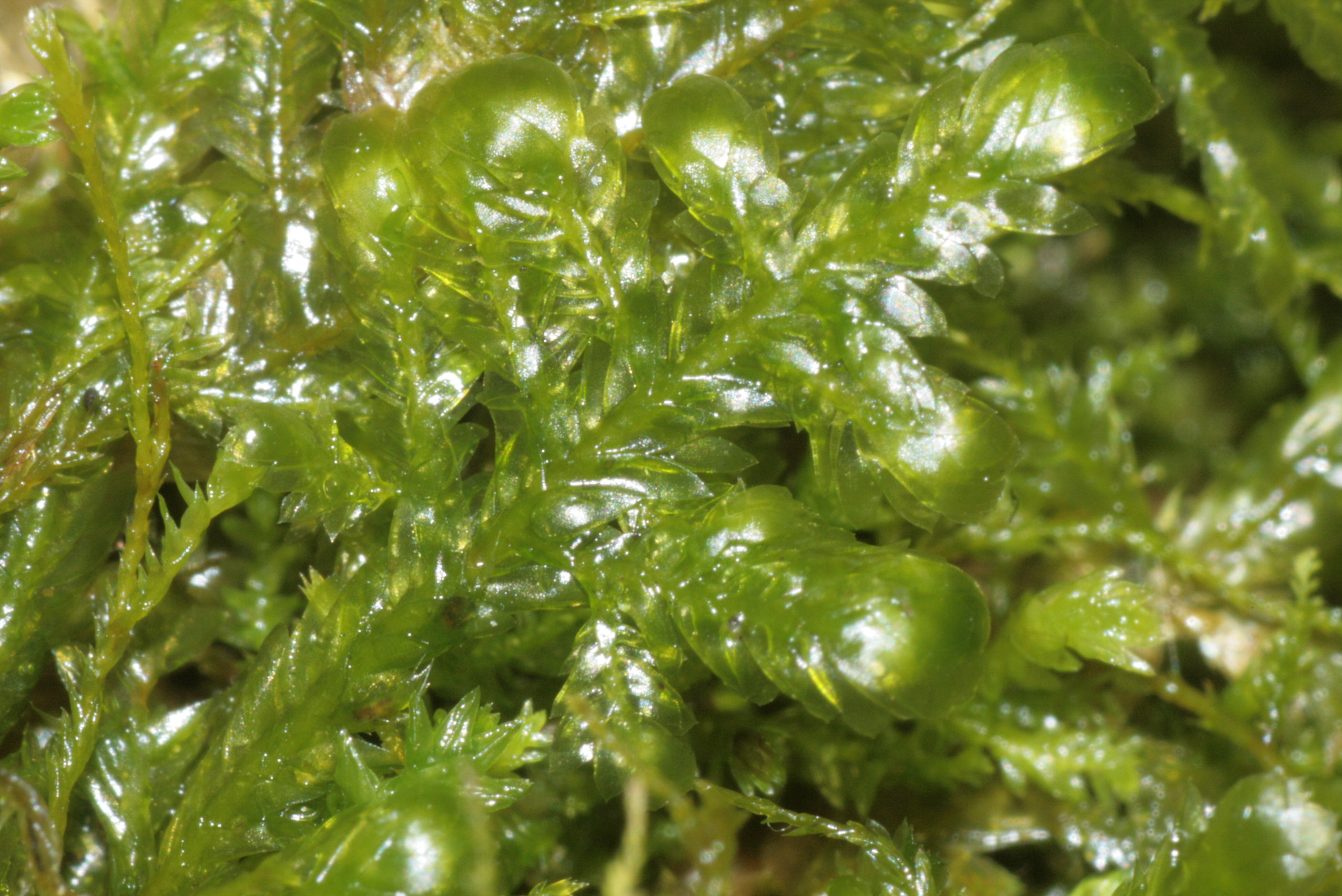
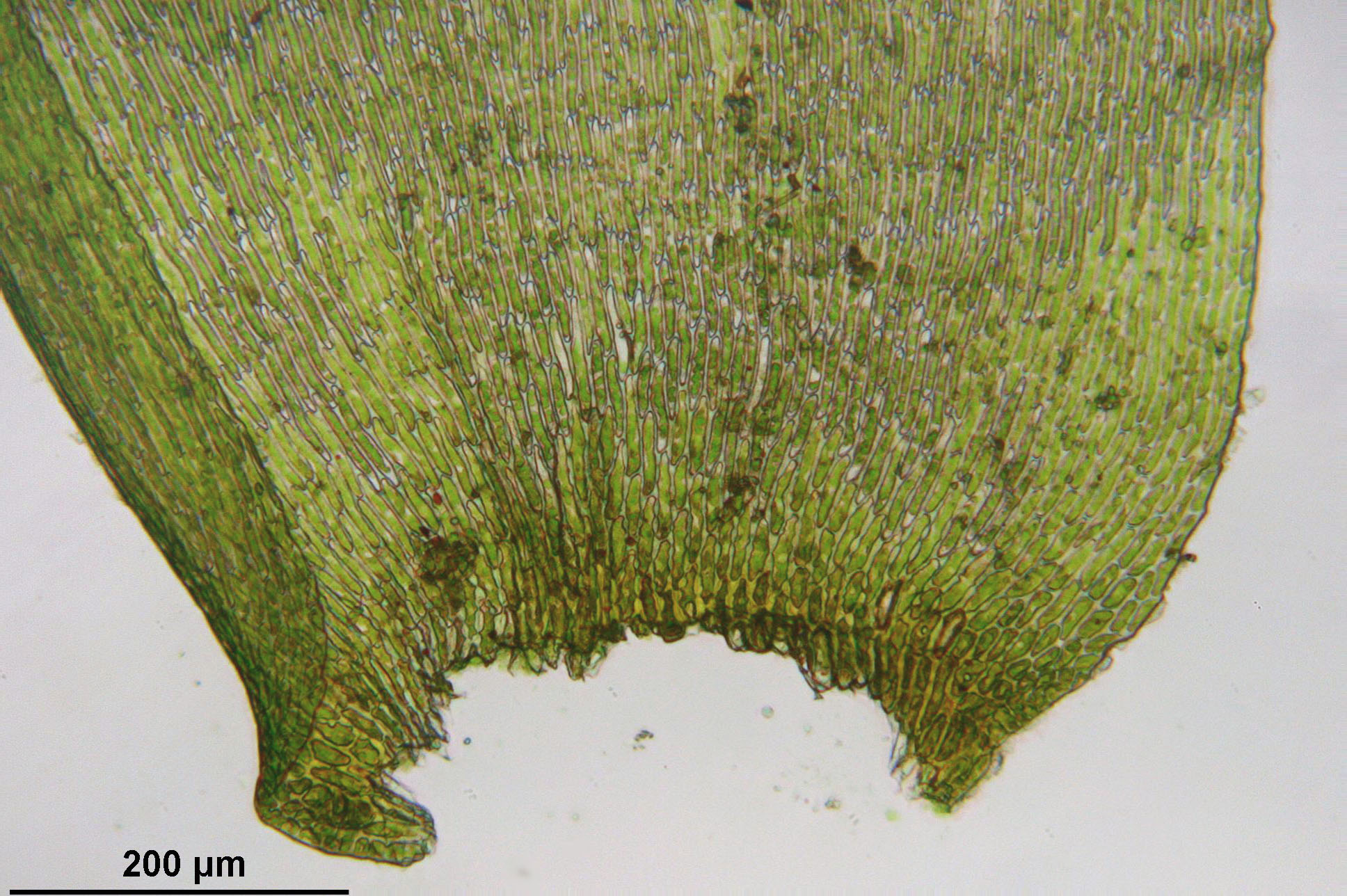
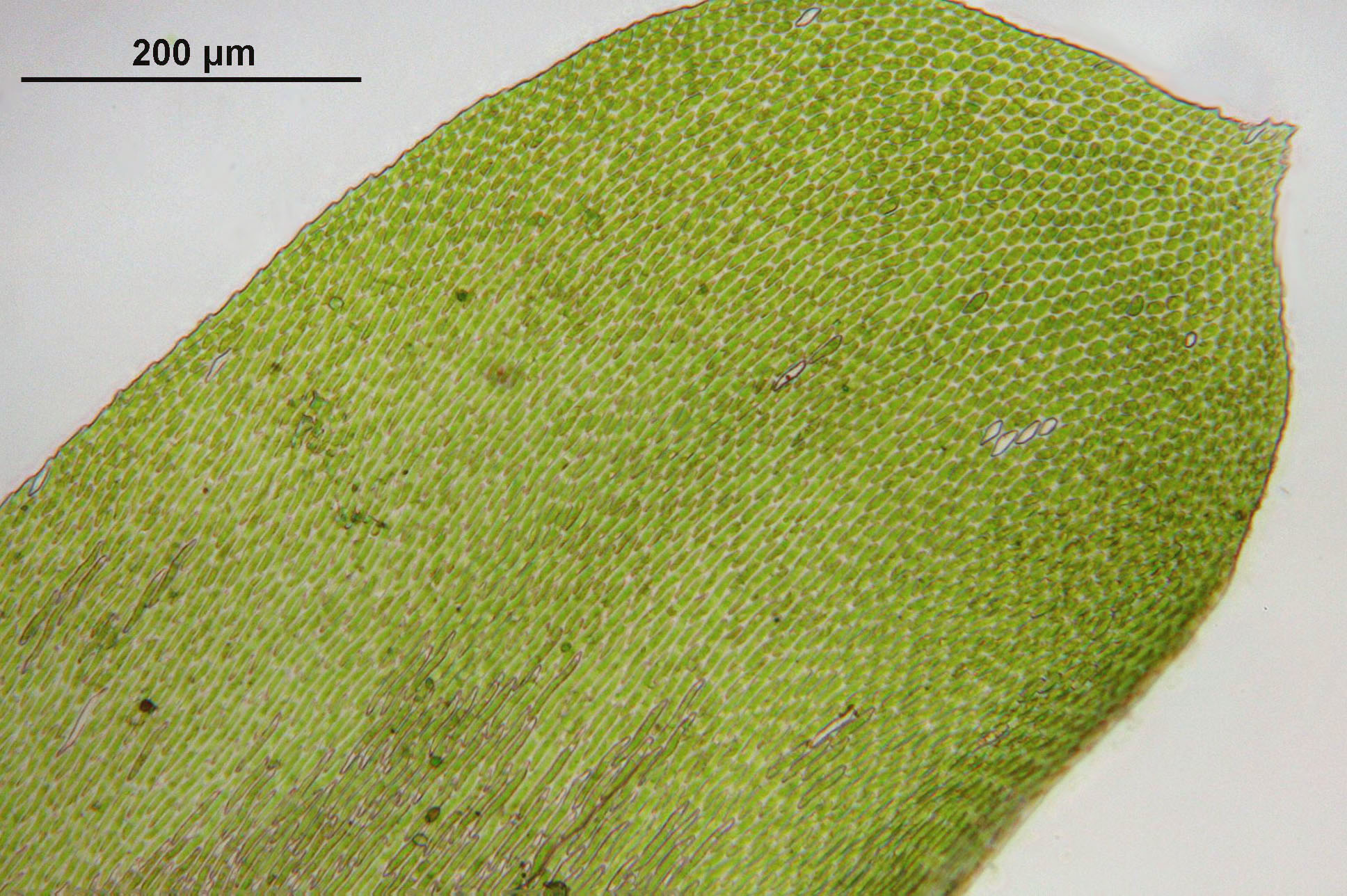

## Dottertaxa till Fjädermossor, i alfabetisk ordning[1][2]
- Neckera aequalifolia
- Neckera americana
- Neckera andina
- Neckera andrei
- Neckera angustifolia
- Neckera aurescens
- Neckera balansae
- Neckera besseri
- Neckera bhutanensis
- Neckera borealis
- Neckera brownii
- Neckera caldensis
- Neckera chilensis
- Neckera complanata
- Neckera coreana
- Neckera crenulata
- Neckera crispa
- Neckera decurrens
- Neckera denigricans
- Neckera douglasii
- Neckera ehrenbergii
- Neckera emersa
- Neckera falcata
- Neckera fauriei
- Neckera flexiramea
- Neckera formosana
- Neckera goughiana
- Neckera hawaiico-pennata
- Neckera hedbergii
- Neckera heterophylla
- Neckera himalayana
- Neckera humilis
- Neckera intermedia
- Neckera konoi
- Neckera laevigata
- Neckera leichhardtii
- Neckera leptodontea
- Neckera nakazimae
- Neckera neckeroides
- Neckera nelloi
- Neckera obtusifolia
- Neckera oligocarpa
- Neckera pachycarpa
- Neckera pennata
- Neckera perpinnata
- Neckera platyantha
- Neckera plumosa
- Neckera polyclada
- Neckera praelonga
- Neckera puiggarii
- Neckera pumila
- Neckera pusilla
- Neckera remota
- Neckera rigida
- Neckera rotundata
- Neckera sanctae-catharinae
- Neckera scabridens
- Neckera semicrispa
- Neckera setschwanica
- Neckera spruceana
- Neckera submacrocarpa
- Neckera subuliformis
- Neckera sundaensis
- Neckera tenera
- Neckera tjibodensis
- Neckera undulatifolia
- Neckera urnigera
- Neckera valentiniana
- Neckera villae-ricae
- Neckera viridis
- Neckera yezoana
- Neckera yunnanensis